# Mössingen
Mössingen je německé velké okresní město v okrese Tübingen ve spolkové zemi Bádensko-Württembersko. Nachází se na úpatí Švábské Alby přibližně 15 km jižně od okresního města Tübingen. Rozkládá se v údolí potoka Steinlach, který se později vlévá do řeky Neckar.
Je tvořeno pěti městskými částmi: Bad Sebastiansweiler, Belsen, Bästenhardt, Öschingen a Talheim.
První písemná zmínka o městě pochází již z roku 774. Roku 1441 se stalo součástí Vévodství württemberského.

## Pamětihodnosti
- Kaple v Belsenu
- Evangelický kostel sv. Petra a Pavla (postaven roku 1517)
- Restaurované hrázděné domy v centru
- Nová radnice u nádraží
- Čtyři muzea

## Partnerská města
- Saint-Julien-en-Genevois, Francie, 1990